# Сакя Пандита
Сакя Пандита Кунга Гетсен (на тибетски: ས་སྐྱ་པཎ་ཌི་ཏ་ཀུན་དགའ་རྒྱལ་མཚན) е тибетски будистки деец.
Той е един от петимата основоположници на школата на Сакя и е внук на Сачен Кунга Нингпо. Става ученик на своя чичо Дракпа Гялцен. Изучава логика, езици, астрология, медицина, а също и много области на буда дхарма. Овладява всичко, което му е преподадено, и става един от най-известните тибетски учители и ерудити. На тридесет и три години получава пълно монашеско ръкополагане от Панчен Сакя Шри Бхадра. На двадесет и пет години става държател на трона на линията Сакя и преподава дхарма много години. По-късно става учител на монголския император и оказва политическо влияние върху него. Познат е също като Сапан, съкратено от Сакя Пандита.